# Magyari Imre (prímás, 1894–1940)
Magyari Imre (Debrecen, 1894. szeptember 12. – Budapest, 1940. április 27.) cigányprímás, régi zenészdinasztia leszármazottja.

## Életpályája
Középiskolai tanulmányait és a zenedét szülővárosában végezte. Kivételes zenei tehetségével már 9 éves korában figyelmet keltett. Első nagy sikerét a sokat emlegetett 1903. évi prímásversenyen, a Magyari testvérek zenekarának élén aratta. A bírálóbizottság a Magyari testvérek produkcióját aranyéremmel jutalmazta, a gyermekprímás pedig elnyerte Fráter Béla különdíját, egy aranymedaliont. 1909-ben Siófokon atyja zenekarával mutatkozott be, majd Radics Béla együttesének a segédprímása lett.
Saját zenekarát 1916-ban alakította meg, a Royal Szállodában kezdődött sikerekben gazdag pályafutása.
1925. december 2-án elsőként muzsikált a Magyar Rádióban. Sorozatos rádiószereplései után csakhamar külföldön is megismerték a nevét.
Előkelő fürdőhelyek versengtek egymással, hogy vendégszereplésre megnyerjék. Egy alkalommal Londonban előkelő társaságnak muzsikáltak.
A hangulat hatása alatt egyik tisztelőjük poharat ragadott, és ékes cigány nyelven mondott köszöntőt. Ők rövid ideig tanácstalanul néztek egymásra végül is Magyari Imre angol nyelven a következőket válaszolta: „Nagyon köszönjük a szép beszédet, de sajnos mi abból egy szót sem értettünk. Az igaz, hogy cigány muzsikusok vagyunk, de magyarok!” Akkoriban ismerkedett meg Jack Hylton és Paul Whiteman világhírű zenekarvezetőkkel is, akik valahányszor Budapesten jártak, mindig felkeresték a Hungária Szállodában, ahol több mint 20 évig muzsikált.
Személyéről és művészetéről gyakran jelent meg hosszabb méltatás a külföldi lapokban is. Az egyik francia újságban a következőket írták róla: „A mosolygós arcú Magyari Imrén mindig kifogástalan szmoking feszül. Vonóját csodálatos biztonsággal vezeti, egyszerűen, szinte klasszikus korrektséggel játszik. A magyar nóták mindenkit magával ragadó szépséggel és kivételes tisztasággal csendülnek fel hegedűjén.” Játékáról apósa Radics Béla nyilatkozott a legtalálóbban: „Könnyű Imrének – mondogatta –, hiszen ő már pertuban van a hegedűjével.” 1930-ban nagy szavazattöbbséggel nyerte meg a Rádióélet népszerűségi versenyét. Akkoriban ő volt az egyetlen prímás, akit minden világhíresség felkeresett. Arturo Toscanini, Erich Kleiber, Wilhelm Furtwängler (aki állítólag koncertmesterséget ajánlott neki) személyes ismerősei voltak csakúgy mint Pablo Casals, Beniamino Gigli, Giacomo Lauri-Volpi, Lawrence Tibbett és sokan mások. Wallace Berry amerikai filmsztár is összebarátkozott vele. Yehudi Menuhin nagy elismeréssel beszélt Magyariról, a következőket mondta: „Magyari hegedülése csodálatosan tiszta, tónusa a legnagyobb hegedűművészekhez hasonlítható.” Egykori játékáról sok hanglemez maradt fenn.
Mint nótaszerző is sikeres volt, szerzői működése úgy kezdődött, hogy egyik este Ányos Laci, a népszerű nótaszerző is betért a Hungária Szállóba. A szünetben Magyari Imre is mellé telepedett, és elmondta, hogy van új melódiája, de sajnos nincsen még szövege. Ha csak ez a baj felelte Ányos Laci könnyen tudunk rajta segíteni. Játszd csak el párszor azt a melódiát Imre! Na jól van – mondta a nótaszerző –, a következő szünetben gyere vissza hozzám, kész lesz a szöveg. Így született meg az Elsírom egy rózsaszálnak című közös nótájuk.
Számos magyar filmben is szerepelt, ő volt az első cigányprímás, akinek a nevét feltüntették a filmekben.

## Fontosabb filmszerepei
- Rákóczi induló, 1933
- Három Sárkány, 1936
- Rozmaring, 1938

## Nótái
- Baj van nagy baj (szöveg: Dalos Nagy Károly)
- Elsirom egy rózsaszálnak (szöveg: Ányos Laci)
- Búcsúzáskor azt mondtad (szöveg: Gergelyffy Gábor)
- Zsuppfedeles nem zsindelyes (szöveg: Ságodi József)
- Manapság egy új szokás jött divatba (szöveg: Nádor József)
- Amikor a vándorfecskék más vidékre (szöveg: Nádor József)
- Egy kis jérce (szöveg: Dalos Nagy Károly)
- Mért van az hogy engem (szöveg: Murgács Kálmán)
- Nincs már messze ide Debrecen (szöveg: Dalos Nagy Károly)

## Hang és kép
- Jelenet a Három Sárkány című filmből
- Magyari Imre zenekara a Rákóczi Indulót Játssza